# Daouda Malam Wanké
Daouda Malam Wanké (Niamey, 6 maggio 1946 – Niamey, 15 settembre 2004) è stato un militare e politico nigerino.
È stato Capo di Stato militare del Niger dall'aprile al dicembre 1999.